# Jasmin Liechti
Jasmin Liechti (Burgdorf, 9 oktober 2002) is een Zwitsers weg- en baanwielrenster.

## Carrière
In 2022 werd Liechti, achter Noemi Rüegg en Linda Zanetti, derde op het nationale kampioenschap tijdrijden voor beloften. Later dat jaar maakte ze deel uit van de selectie die zilver won in de gemengde ploegenestafette voor beloften tijdens de Europese kampioenschappen.
Na eind 2022 al stage te hebben gelopen bij de ploeg, maakte Liechti in 2023 de overstap naar het WCC Team van de UCI. Namens die ploeg nam ze dat jaar deel aan onder meer de Ronde van Bretagne, de Ronde van Zwitserland en de Ronde van de Toekomst. In augustus van dat jaar nam ze deel aan de wereldkampioenschappen baanwielrennen, waar ze op een veertiende plek in de scratch eindigde. In 2024 werd Liechti nationaal kampioene tijdrijden bij de beloften. In de wegwedstrijd, tien dagen later, bleef enkel Zanetti haar voor. Op het Europese kampioenschap eindigde ze als vierde in de door Anniina Ahtosalo gewonnen beloftentijdrit. Later die maand werd Liechti twintigste in de tijdrit voor eliterensters op het wereldkampioenschap. Als tweede belofte in de wedstrijd won ze wel de zilveren medaille in die categorie.
In 2025 maakte Liechti de overstap naar de Zwitserse wielerploeg NEXETIS. In mei won ze de tijdrit in de Gracia Orlová. Op het nationale kampioenschap tijdrijden bij de eliterensters reed ze de tweede tijd, achter Marlen Reusser. Anderhalve week later won ze een etappe in de Ronde van Portugal, waarna ze de leiderstrui overnam van Heidi Franz. In de slotetappe wist ze haar leidende positie met succes te verdedigen, waardoor ze India Grangier opvolgde als eindwinnares.

## Palmares

### Baanwielrennen
| Jaar        | ZK                                                                    | EK                                                      | WK                            | Overige     |
| Als belofte | Als belofte                                                           | Als belofte                                             | Als belofte                   | Als belofte |
| ----------- | --------------------------------------------------------------------- | ------------------------------------------------------- | ----------------------------- | ----------- |
| 2022        |                                                                       | 7e puntenkoers 8e scratch 10e afvalkoers                |                               |             |
| 2023        |                                                                       | 7e ploegenachtervolging 8e achtervolging 8e koppelkoers |                               |             |
| 2024        |                                                                       | ploegenachtervolging · 4e omnium · 7e koppelkoers       |                               |             |
| Als elite   |                                                                       |                                                         |                               |             |
| 2021        | 5e omnium 6e scratch                                                  |                                                         |                               |             |
| 2022        | afvalkoers · omnium · 4e puntenkoers · 4e scratch                     | 18e achtervolging                                       |                               |             |
| 2023        | achtervolging · afvalkoers · 6e puntenkoers · 7e omnium · 10e scratch | 6e ploegenachtervolging                                 | 14e scratch 19e achtervolging |             |
| 2024        | omnium · 4e puntenkoers · 5e afvalkoers · 5e scratch                  | 8e ploegenachtervolging 9e koppelkoers 15e puntenkoers  | 6e ploegenachtervolging       |             |
| 2025        | achtervolging · scratch · afvalkoers · omnium · 6e puntenkoers        | 5e ploegenachtervolging 7e achtervolging 9e omnium      |                               |             |

### Wegwielrennen
2024
 Zwitsers kampioene tijdrijden, Beloften
2025
3e etappe Gracia Orlová
4e etappe Ronde van Portugal
Eindklassement Ronde van Portugal

## Ploegen
- 2022 – WCC Team (stagiaire vanaf 21 augustus)
- 2023 – WCC Team
- 2024 – WCC Team
- 2025 –  NEXETIS